# スローン・デジタル・スカイサーベイ
スローン・デジタル・スカイサーベイ（Sloan Digital Sky Survey, SDSS）は、専用の光学望遠鏡によって全天の25%以上の範囲を観測し、その範囲内に含まれる銀河やクェーサーの位置と明るさ、距離を精密に測定することによって詳細な宇宙の地図を作りあげるというプロジェクトである。
プロジェクト名は、このプロジェクトに資金を援助しているアルフレッド・P・スローン財団の名前にちなんでいる。

## 概要
1億個の天体の位置と明るさを測定し、そのうち10万個の天体について分光観測を行い赤方偏移に基づいて距離を決定することを目標として、アメリカ合衆国、日本、ドイツの3カ国共同プロジェクトとしてスタートした。この測定によって、宇宙の大規模構造として知られる銀河の分布を、広範囲にわたって遠くまで精密に知ることができると期待されていた。
1998年に望遠鏡とCCDカメラ、1999年には分光装置が完成し観測がスタートした。およそ5年間の観測期間を経て、2005年には初期目標であった全天の25%における天体探査を終了した。総観測天体数は約2億個に達し、これをもとにそれまでで最も詳細な宇宙の3次元地図が作成された。
初期目標が達成されたのち、SDSS-IIと呼ばれる第2段階が開始された。SDSS-IIでは、銀河系内の星を観測することによって銀河系の進化を調べるSEGUE（Sloan Extension for Galactic Understanding and Exploration）、SDSS-Iに比べてさらに広い範囲を観測するスローン・レガシー・サーベイ、および遠方銀河に出現するIa型超新星を観測して宇宙膨張を研究するスローン超新星サーベイの3プログラムが実行されている。SDSS-IIは開始当初の3カ国に韓国、中国、スイスの25の大学、研究所、研究者グループが加わって推進されている。

## 観測装置

### 望遠鏡
SDSSプロジェクト遂行のために、アメリカ合衆国ニューメキシコ州のアパッチポイント天文台に口径2.5メートルの反射望遠鏡が設置された。効率的に観測を進めるため、満月約30個分という広い視野を一度に撮影できるように設計されている。精密な測定の邪魔となる大気の揺らぎを極力抑えるため、一般的な天文台のようなドームは持たず、観測時には格納庫から完全に引き出された状態で運用される。

### CCDカメラ
4メガピクセルのCCDが30個並んだ大規模なカメラが東京大学宇宙線研究所のグループによって作成され、望遠鏡に取り付けられている。CCDには5色のフィルターが取り付けられており、同時に5色の画像を撮影することができる。

### 分光装置
分光を効率よく行うため、前もって撮影した天体画像に写っている天体の位置に合わせて穴をあけたアルミ板を用意し、その穴に光ファイバーを通して天体からの光を分光器に導く。このような仕組みを多天体分光装置と呼ぶ。SDSSの場合、一度に分光できる天体の数、すなわちアルミ板1枚にあいている穴は640である。視野を変えれば天体の場所も変わるため、1視野ごとに穴の位置の違う多数のアルミ板が作成された。